# Liste der deutschen Botschafter in Kanada
Die Liste der deutschen Botschafter in Kanada enthält die Botschafter der Bundesrepublik Deutschland in Kanada. Sitz der Botschaft ist in Ottawa.

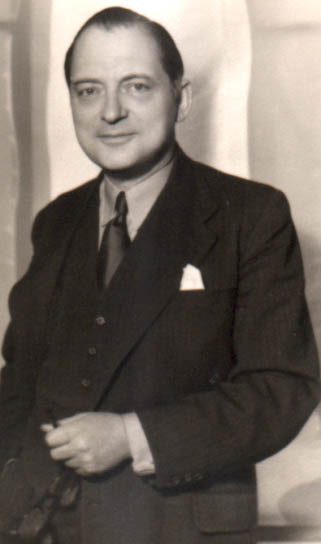
Carl Werner Dankwort (1951)

| Name                                 | Amtszeit  | Anmerkungen                                 |
| ------------------------------------ | --------- | ------------------------------------------- |
| Carl Werner Dankwort                 | 1950–1956 | bis 1951 als Generalkonsul                  |
| Hasso von Etzdorf                    | 1956–1958 |                                             |
| Herbert Siegfried                    | 1958–1963 |                                             |
| Kurt Oppler                          | 1963–1967 |                                             |
| Joachim Friedrich Ritter             | 1968–1970 |                                             |
| Dietrich von Mirbach                 | 1970–1972 |                                             |
| Rupprecht von Keller                 | 1972–1975 |                                             |
| Maximilian von Podewils-Dürniz       | 1975–1979 |                                             |
| Erich Strätling                      | 1979–1983 |                                             |
| Wolfgang Behrends                    | 1983–1990 |                                             |
| Richard Ellerkmann                   | 1991–1993 |                                             |
| Hans-Günter Sulimma                  | 1993–1998 |                                             |
| Jürgen Pöhlmann                      | 1999–2001 |                                             |
| Christian Pauls                      | 2001–2005 |                                             |
| Matthias Martin Höpfner              | 2006–2009 |                                             |
| Georg Witschel                       | 2009–2012 |                                             |
| Werner Wnendt                        | 2012–2017 |                                             |
| Sabine Sparwasser                    | 2017–2024 |                                             |
| Tjorven Bellmann Matthias Lüttenberg | seit 2024 | gemeinsam akkreditiert (Job-Sharing-Modell) |